# Don Dee
Donald Francis “Don” Dee (Boonville, 9 augustus 1943 – North Kansas City, 26 november 2014) was een Amerikaans basketballer. Hij won met het Amerikaans basketbalteam de gouden medaille op de Olympische Zomerspelen 1968.
Dee speelde voor het team van de St. Mary of the Plains College en de Saint Louis University. In 1968 ging hij spelen bij de American Basketball Association voor de Indiana Pacers. Tijdens de Olympische Spelen speelde hij 7 wedstrijden, inclusief de finale tegen Joegoslavië. Gedurende deze wedstrijden scoorde hij 33 punten.
Zijn kleinzoon Johnny Dee speelt voor de Spaanse basketbalclub Gipuzkoa Basket.
4 John Clawson · 
5 Ken Spain · 
6 Jo Jo White · 
7 Mike Barrett · 
8 Spencer Haywood · 
9 Charlie Scott · 
10 Bill Hosket · 
11 Calvin Fowler · 
12 Mike Silliman · 
13 Glynn Saulters · 
14 Jim King · 
15 Don Dee · 
Coach Hank Iba